# Équipe de Mauritanie de rugby à XV
 (février 2024).
Si vous disposez d'ouvrages ou d'articles de référence ou si vous connaissez des sites web de qualité traitant du thème abordé ici, merci de compléter l'article en donnant les références utiles à sa vérifiabilité et en les liant à la section « Notes et références ».
L'équipe de Mauritanie de rugby à XV rassemble les meilleurs joueurs de rugby à XV du Mauritanie.

## Histoire
Bien que peu médiatisée, la pratique du rugby a déjà une histoire en Mauritanie, avec l’existence d’un championnat dans les années 1970 entre des clubs basés dans les cités minières, militaires, économiques ou administratives à fortes communautés expatriés (Nouakchott, Atar, Nouadhibou, Zouerate, Akjoujt). Dans les années 1980 des efforts avaient été réalisés avec succès auprès des jeunes, et au niveau d’une sélection nationale. La Mauritanie avait participé avec succès à des tournois dans la région, comme à Yamoussoukro dans les années 1990.
Des problèmes internes à la Fédération ont conduit à une quasi-disparition du rugby en Mauritanie.
En 2006, des anciens internationaux mauritaniens, aidés par des expatriés européens et des professeurs du lycée français réussissent à relancer la pratique du rugby sur le terrain annexe du Stade Olympique, en parallèle à l’émergence du Beach Rugby animé par les agents des sociétés pétrolières de la place. Un premier match en grandeur réelle avec plus de trente joueurs a lieu en juin 2006 avec une forte assistance, marquant le retour du rugby dans la capitale.
La saison 2006/2007 est marquée par la recréation d’une section rugby au sein du lycée français et la mise en place de deux entrainements par semaine pour le club qui choisit comme nom les Fennecs d’Amoukrouz. Le match de fin d’année réunit une cinquantaine de pratiquants. L’évènement est sponsorisé par CFAO Motors (80 000 UM pour un jeu de tee-shirt avec flocage) et la Société Générale Mauritanie (don de 30 Tee-shirt).
La saison 2007/2008 marque une étape nouvelle avec l’organisation régulière de matchs, la confrontation avec des équipes du Sénégal, et une forte couverture médiatique notamment avec une dizaine d’articles repris sur le site du CRIDEM. La coupe du monde en France en septembre – octobre a suscité un fort attrait qui a permis de gagner de nombreux joueurs, qui précédemment se tournaient vers d’autres sports. Des animations rugby ont permis de toucher un large public : semaine de la francophonie avec un concours de tir au but au Stade Olympique, stands à la kermesse du Lycée français puis à la paroisse de Nouakchott. L’évènement de l’année est la journée du 24 mai avec des matchs contre deux équipes du Sénégal, une soirée au Racing, mobilisant au total un budget de près de 2 millions UM. La saison se termine par l’organisation du premier tournoi de Beach rugby, à la plage de la Paillote. Pour son développement les Fennecs a pu s’appuyer sur son partenariat avec l’Association culturelle et sportive du lycée français (une trentaine de lycéens de l’ACS jouent avec les Fennecs) et CFAO Motors.
Pour la saison 2008/2009, le club des fennecs d’Amoukrouz a décidé de se structurer en association à part entière. Une adhésion obligatoire a été instaurée de façon à couvrir les charges de base du club (pharmacie, chasubles, ballons...) et à développer un sentiment d’appartenance. En moins d’un mois, elle a déjà organisé un tournoi de Beach rugby, un match au stade olympique, une soirée dansante à la Salamandre et un déplacement de 40 personnes à Dakar pour y affronter un club local. ainsi qu'une club féminin qui est dirigée par Monsieur le Secrétaire Générale Alpha Ibrahim DIOP dit Yekini.

## Joueurs emblématiques
Le Président du club, M. Amadou Diallo, figure de proue du rugby national, est de plus très attaché au développement du rugby chez les jeunes ou les personnes à revenu modeste (inscription gratuite chez les jeunes, prise en charge lors des déplacements). Il est également vice-président de la FMR et a, à ce titre, participé à la dernière réunion de la Confédération africaine de rugby (CAR) à Dakar.
Le secrétaire Général, Christophe Reilhac, a joué un peu partout en France, mais aussi à Abidjan.